# 神奈川県道523号藤野停車場線
神奈川県道523号藤野停車場線（かながわけんどう523ごう ふじのていしゃじょうせん）は、神奈川県相模原市緑区を起点・終点とする一般県道。中央本線藤野駅と国道20号を結ぶ。

## 概要
- 全長：0.05km
- 起点：相模原市緑区小渕 藤野駅前
- 終点：相模原市緑区小渕 信号無交差点 （国道20号接続）
- Google マップ

## 交差・接続する道路
- 国道20号（終点）